# Eupleurogrammus muticus
Eupleurogrammus muticus är en fiskart som först beskrevs av Gray, 1831.  Eupleurogrammus muticus ingår i släktet Eupleurogrammus och familjen Trichiuridae. Inga underarter finns listade i Catalogue of Life.